# Sân bay Podgorica
Sân bay Podgorica (tiếng Montenegro: Аеродром Подгорица / Aerodrom Podgorica, phát âm là [pɔ̌dɡɔrit͡sa]) (IATA: TGD, ICAO: LYPG) là một sân bay quốc tế phục vụ thủ đô của Montenegro Podgorica và các khu vực xung quanh.
Sân bay này nằm 11 km (6,8 mi) về phía nam của trung tâm Podgorica, ở đồng bằng Zeta, một trong số ít các khu vực bằng phẳng của Montenegro thích hợp cho một sân bay lớn. Sân bay này tại địa phương được gọi là sân bay Golubovci, vì nó nằm trong phạm vi địa giới hành chính của thị trấn Golubovci.
Mã sân bay IATA của sân bay này vẫn là TGD vì Podgorica được đặt tên là Titograd (sau Josip Broz Tito) 1946-1992, trong thời gian sân bay mở cửa. Nó là trung tâm chính cho Montenegro Airlines và Di Air.
Đây là một trong hai sân bay quốc tế ở Montenegro, sân bay kia là sân bay Tivat. Cả hai sân bay đều được điều hành bởi các Công ty Sân bay quốc doanh của Montenegro (Аеродроми Црне Горе, Aerodromi Črne Gore). Hội đồng Sân bay quốc tế đã trao tặng sân bay Podgorica danh hiệu sân bay tốt nhất dưới 1 triệu hành khách trong năm 2007.